# 兒玉彩伽
兒玉 彩伽（こだま あやか、1970年12月11日 - ）は、日本の女性声優。リベルタ所属。長野県出身。
旧芸名は児玉 孝子（こだま たかこ）。

## 来歴
以前はマウスプロモーションに所属していた。

## 人物
特技は琴（生田流）、サキソフォン、ピアノ。資格・免許はAFT色彩能力検定3級。

## 出演作品

### テレビアニメ
時期不明
- しましまとらのしまじろう

1997年
- バンブー・ベアーズ

1998年
- 時空探偵ゲンシクン（ロダンの母親）

1999年
- A.D.POLICE（マリー・マローン）
- カウボーイビバップ（客）
- 週刊ストーリーランド（マイク（少年）、看護婦）
- セラフィムコール（店長）

2000年
- 妖しのセレス（占い師、雄飛の義母）
- 名探偵コナン（レポーターA、受付B）
- モンキーマジック（仙女）

2001年
- ガイスターズ FRACTIONS OF THE EARTH（リリティーナ・ソスピタ、ロンタイ・シャマレル）

2003年
- 最遊記RELOAD（母親、店員）

2004年
- 巌窟王（メイド3）

2005年
- ギャラリーフェイク（ルージュ〈若い頃〉）
- SPEED GRAPHER（外人モデル）
- ピーチガール（ももの母）

2006年
- エンジェル・ハート（イリーナ）

2008年
- 隠の王（風魔忍）
- ネオ アンジェリーク Abyss（女性）

2009年
- アラド戦記 〜スラップアップパーティー〜（ロクサーヌ）
- Phantom 〜Requiem for the Phantom〜（ツヴァイの母）

2010年
- ダンス イン ザ ヴァンパイアバンド（ニコル・エデルマン）

### ゲーム
- ダムダム・ストンプランド（1997年、山田さん）
- バーミリオン・デザート（1999年、ヨシアグレイス）
- 北へ。White Illumination（1999年）
- 侍道2（2003年、舞風）
- ボクらの太陽（2003年、レディ、ヘル、ドヴァリン）
- ブラッディロア4（2004年、ジェニー）
- EA Best Selections ウルティマ 9 アセンション（2004年）

### ドラマCD
- 妖しのセレス
- Weiß kreuz Dramatic Precious 1st STAGE SLEEPLESS NIGHT（女子アナ）
- 江戸川乱歩 悪魔人形
- 天使禁猟区6
- 伯爵カインシリーズ 捻れた童話
- 八雲立つ 新音盤物語（しをりの母/佳江）

### 吹き替え

#### 映画
- アスファルト・レーサー（ディナ〈カルヴィ・ペイボン〉）
- アトミック・トレイン ※ソフト版
- アラビアンナイト（ゾバイデ王女）
- アリゲーター/愛と復讐のワニ人間（タパオトン〈ワナサ・トンウィセット〉）
- イブラヒムおじさんとコーランの花たち
- ヴァンパイア/最期の聖戦 ※ソフト版
- エクスカリバー 聖剣伝説（グィネヴィア〈レナ・ヘディ〉、湖の女神〈ミランダ・リチャードソン〉）
- エリザベス（イザベル・ノリス〈ケリー・マクドナルド〉）
- オフィスキラー
- 彼女を見ればわかること（ジューン〈ミカ・ブーレム〉）
- カル
- グース ※テレビ朝日版
- クライム & ダイヤモンド（テス・トバイアス〈ポーシャ・デ・ロッシ〉）
- グリーンマイル
- クリムゾン・アイランド（リサ）
- 黒水仙（シスター・クローダー〈デボラ・カー〉）※PDDVD版
- コピーキャット ※テレビ東京版
- GODZILLA ※ソフト版
- サイレント・ワールド（アンナ・スタンドルフ〈ベティーナ・ツィママン〉）
- ザ・ビーチ
- サブリナ
- 60セカンズ ※ソフト版
- シャギー・ドッグ
- シャフト（テリー〈ラネット・ウェア〉）
- 十二夜（オリヴィア〈ヘレナ・ボナム＝カーター〉）
- 重要参考人（ペネロペ〈モリー・リングウォルド〉）
- 処刑人（ドナ〈ローレン・ピーチ〉）
- スティグマータ 聖痕
- スリング・ブレイド
- ソードフィッシュ（ジンジャー・ノウルズ〈ハル・ベリー〉）※ソフト版
- ソウル・サーファー（シェリー・ハミルトン〈ヘレン・ハント〉）※機内上映版
- ダロウェイ夫人（若い頃のサリー・シートン〈レナ・ヘディ〉）
- チャーリーと14人のキッズ
- デーヴ ※テレビ朝日版
- デストラクション/制御不能 ※VHS版
- ノッティングヒルの恋人
- パーフェクト・カップル（マーチ・カニンガム〈レベッカ・ウォーカー〉）
- パーフェクト ストーム（メリッサ・ブラウン〈カレン・アレン〉）
- バイオ・ディザスター（カリン・シファー〈カチャ・ウォイウッド〉）
- バッファロー'66
- バニシングin60″ ※ソフト版
- パパってなに?
- ファイアーライト/情炎の愛（ハースト夫人〈メリッサ・ナッチブル〉）
- ファイナル・カット（リサ〈リサ・マーシュ〉）
- フィフス・エレメント ※日本テレビ版
- 54 フィフティ★フォー（少女〈カブリエル・リリー〉）※ソフト版
- フェイク ※VHS/旧DVD版
- フライング・タイガー（ブルック・エリオット〈アンナ・リー〉）※PDDVD版
- フル・モンティ
- ブレイド ※テレビ東京版
- ブロークダウン・パレス（イギリス人〈アマンダ・デ・キャドネット〉）
- ヘブンズ・プリズナー ※テレビ東京版
- ボクサー 最後の挑戦（ユゲット〈イザベル・カンデリエ〉）
- ぼくのバラ色の人生（先生〈アンヌ・コエサン〉）
- ホステル（スヴェトラーニャ〈ヤナ・カデラフコヴァ〉）
- マイティ・ジョー ※ソフト版
- まぼろし
- ミュージック・オブ・ハート
- メイド・イン・ホンコン（ペン〈ネイキー・イム〉）
- ライアー
- ライブ・フロム・バグダッド 湾岸戦争最前線（イングリッド・フォーマネック〈ヘレナ・ボナム＝カーター〉）
- ロードキラー ※ソフト版

#### ドラマ
- 秋の童話（シネ〈ハン・チェヨン〉）
- あなたにムチュー（ジェイミー・ステンプル・バックマン〈ヘレン・ハント〉）
- アリー my Love（ルーシー〈マディソン・マクレイノルズ〉）
- Xファイル
  - 第4シーズン第11話「カビ」
  - 第9シーズン第9・10話「神託」Part.1/2
- キャロライン in N.Y.（シェリー）
- 刑事ナッシュ・ブリッジス
- 恋するパリジェンヌ 〜エリザはトップ・モデル〜（エリザ〈アガタ・ムロウィック・トーマス〉）
- ザ・ホスピタル
- CSI:マイアミ
- シャーリー・ホームズの冒険（モリー・ハーディ〈サラ・イーザー〉）
- スタートレック:ヴォイジャー
- ダーマ&グレッグ
- Dr.HOUSE
- ドラゴン桜〈韓国版〉（チャン・マリ〈オ・ユナ〉）
- ノアズ・アーク（ルツ〈シドニー・ボイティアー〉）
- ビバリーヒルズ高校白書（レネ）
- フェリシティの青春
- 冬のソナタ
- メルローズ・プレイス（サマンサ〈ブルック・ラントン〉）
- 霊幻道士・キョンシーマスター（レン〈ライ・サクケン〉）
- レジェンド・オブ・エジプト（アルシノエ王女〈カサンドラ・ボヤギス〉）

#### アニメ
- アトランティス 失われた帝国
- おさるのジョージ
- クラスメイトはモンキー（イングリッド）
- くるみ割り人形〜マリーとおかしな仲間たち（ブロッコリ）
- スポーン（アダム）
- ターザン（雌ゴリラ）
- ブレイブ・リトル・トースター レスキュー大作戦!（モデム）

### デジタルコミック
- 死ニガミ少女とスマホ神（2023年、サキの母[5]）

### テレビ番組
- サイエンスチャンネル リサイクル今昔物語
- J SPORTS ワイド
- 旅チャンネル Hawaiiローカルnews!

### CM
- 三菱冷蔵庫 実況父子篇（ママ）

### CMナレーション
- ドクターシーラボ アクアインダームDNエッセンス
- マクドナルド マックベーカリー登場篇
- レディースアートネイチャー
- ワタベウェディング

### ナレーション
- 学研CD-ROM じっくり型ナビ
- JTB地球倶楽部
- 日産情報ネットワーク

### VP
- 朝日大学40周年VP
- エンゼルフーズ
- コーセー コスメデコルテ モイスチュアリポソーム
- 東京家政大学附属女子中学校・高等学校VP
- ベルリッツ 資料請求者用DVD
- 三菱地所レジデンス
- 木材・合板博物館 合板100年ビデオ

### パチンコ・パチスロ
- CR龍が如く